# Pedroso (La Coruña)
Pedroso (llamada oficialmente San Salvador de Pedroso) es una parroquia española del municipio de Narón, en la provincia de La Coruña, Galicia.

## Entidades de población
Entidades de población que forman parte de la parroquia:
- A Torre
- Bazón
- Carballo (O Carballo)
- Castro (O Castro)
- Catasol (O Catasol)
- Congostras (As Congostras)
- Corredoira (A Corredoira)
- Costeira (A Costeira)
- Cotelo (O Cotelo)
- Faxín
- Gándara (A Gándara)
- Loureiros (Os Loureiros)
- Meizoso
- Mosteiro (O Mosteiro)
- Castro da Hermida (O Castro da Ermida)
- O Río Vello
- Vidueiros (Os Bidueiros)
- Painzás
- Pallota (A Pallota)
- Pedra (A Pedra)
- Pereiruga (A Pereiruga)
- Piñeiros
- Pozo (O Pozo)
- Pradelo
- Revolta (A Revolta)
- Río do Couto (O Río do Couto)
- Vacariza (A Vacariza)
- Pouso (O Pouso Vello)
- Mugardos
- Santá

## Despoblado
- Novás (Os Novás)

## Demografía
| Gráfica de evolución demográfica de Pedroso entre 2000 y 2018 |
|                                                               |
| Datos según el nomenclátor publicado por el INE.              |